# Itcho Ito
Itcho Ito (Japans: 伊藤 一長, Itō Itchō) (Nagato, 23 augustus 1945 – Nagasaki, 18 april 2007) was de burgemeester van Nagasaki en werd tijdens een campagne voor zijn herverkiezing vermoord door een gangster. Hij werd minstens twee keer in zijn rug geschoten en overleed de dag na de aanslag aan hevig bloedverlies. 
De 59-jarige dader werd gepakt en heeft een bekentenis afgelegd. Volgens de politie behoorde hij tot de grootste criminele organisatie van Japan, de Yamaguchi-gumi. Op het moment van zijn arrestatie had hij zijn geladen pistool nog bij zich.
Volgens Japanse media was de schutter boos omdat zijn auto enkele jaren geleden werd beschadigd tijdens werkzaamheden in opdracht van de gemeente. Hij had daarover enkele malen vergeefs zijn beklag gedaan op het stadhuis. Maar een meer waarschijnlijke reden voor zijn woede zou de weigering van het gemeentebestuur van Nagasaki zijn geweest om zaken te doen met een bouwbedrijf dat nauwe banden onderhoudt met de Yamaguchi-gumi.
Itcho Ito werd in 1995 voor de eerste keer gekozen tot burgemeester van Nagasaki en volgens peilingen maakte hij een goede kans om voor de vierde achtereenvolgende maal te worden gekozen.
Op Ito's voorganger als burgemeester, Hitoshi Motoshima, werd in 1990 ook al een aanslag gepleegd door een rechtse extremist. Hij raakte door pistoolschoten ernstig gewond, maar overleefde de aanslag. De pleger van die aanslag had het op hem gemunt nadat hij had gezegd dat keizer Hirohito medeverantwoordelijk was voor de Tweede Wereldoorlog. 
- Bibliotheek van het Japanse parlement: 00193298
- Virtual International Authority File: 259288353